# Platygyra lamellina
Espèce
Statut CITES
Platygyra lamellina est une espèce de coraux appartenant à la famille des Merulinidae ou la famille Faviidae.